# Nereo Fernández
Nereo Ariel Fernández (La Brava, 13 aprile 1979) è un ex calciatore argentino, di ruolo portiere.